# Janusz Strzempek
Janusz Strzempek (ur. 2 lutego 1969) – polski hokeista, reprezentant Polski, sędzia hokejowy.

## Kariera
- Górnik / GKS / KKH Katowice (1986-2001)
- KTH Krynica (2001-2002)
- TKH Toruń (2002-2003)
- GKS Katowice (2003-2004)

W barwach reprezentacji Polski do lat 18 uczestniczył w turnieju mistrzostw Europy juniorów w 1987 (Grupa A). W barwach reprezentacji Polski do lat 20 uczestniczył w turnieju mistrzostw świata juniorów do lat 20 w 1988 (Grupa A). Został kadrowiczem seniorskiej reprezentacji Polski.
Po zakończeniu kariery zawodniczej został sędzią hokejowym w Polskiej Hokej Lidze z ramienia Śląskiego Związku Hokeja na Lodzie. Organizował turniej Silesia Cup.

## Sukcesy
Klubowe
- Srebrny medal mistrzostw Polski: 2001 z GKS Katowice
- Brązowy medal mistrzostw Polski: 1994, 1995, 1997, 1998 z GKS Katowice